# John H. Camp

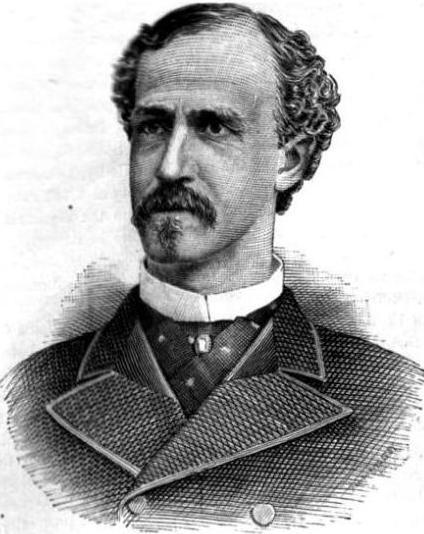
John H. Camp

John Henry Camp (* 4. April 1840 in Ithaca, New York; † 12. Oktober 1892 in Lyons, New York) war ein US-amerikanischer Jurist und Politiker. Zwischen 1877 und 1883 vertrat er den Bundesstaat New York im US-Repräsentantenhaus.

## Werdegang
John Henry Camp wurde ungefähr sechs Jahre vor dem Ausbruch des Mexikanisch-Amerikanischen Krieges im Tompkins County geboren. Er besuchte Gemeinschaftsschulen. 1860 graduierte er an der Albany Law School. Nach dem Erhalt seiner Zulassung als Anwalt im selben Jahr begann er in Lyons zu praktizieren. Er arbeitete 1863 als Clerk am Vormundschafts- und Nachlassgericht. Zwischen 1867 und 1870 war er Staatsanwalt (prosecuting attorney) im Wayne County. Politisch gehörte er der Republikanischen Partei an.
Bei den Kongresswahlen des Jahres 1876 für den 45. Kongress wurde Camp im 26. Wahlbezirk von New York in das US-Repräsentantenhaus in Washington, D.C. gewählt, wo er am 4. März 1877 die Nachfolge von Clinton D. MacDougall antrat. Er wurde zwei Mal in Folge wiedergewählt. Da er auf eine erneute Wiederwahlkandidatur 1882 verzichtete, schied er nach dem 3. März 1883 aus dem Kongress aus.
Nach seiner Kongresszeit ging er in Lyons wieder seiner Tätigkeit als Anwalt nach, wo er am 12. Oktober 1892 starb. Sein Leichnam wurde auf dem Grove Cemetery in Trumansburg bestattet.